# Iain De Caestecker
Iain De Caestecker (/də ˈkæskər/ də KAS-kər; sinh ngày 29 tháng 12 năm 1987) là nam diễn viên người Scotland. Anh được biết đến qua các phim Shell (2012), In Fear (2013), Not Another Happy Ending (2013) và Lost River (2014). Từ năm 2013, anh vào vai Leo Fitz trong sê-ri truyền hình Agents of S.H.I.E.L.D.